# أعمال شغب أيرلندا الشمالية 2021
أعمال شغب أيرلندا الشمالية هي سلسلة مستمرة من أعمال الشغب في المناطق الموالية لأيرلندا الشمالية والتي بدأت في ووترسايد ديري في 30 مارس 2021. بعد أربع ليال من الشغب في المناطق الموالية لديري، امتدت الاضطرابات إلى جنوب بلفاست في 2 أبريل، تليها نيو تاون أبي في 3 أبريل.

## أعمال الشغب

### ووترسايد ديري
بدأت أعمال الشغب في منطقة الوحدوية توليالي. كانت القنابل الحارقة ومواد البناء هي الأسلحة الرئيسية التي استخدمها مثيري الشغب هناك وفي منطقة روسداوني رود لينكولن كورت ذات الغالبية النقابية باللإضافة لمنطقة دار لرعاية المسنين في نيلسون درايف، قالت الشرطة إنها تسببت في «خوف وقلق لا يوصفان» للسكان. تم إشعال النيران في الحفارات وكذلك منصات البناء.
أصيب اثنا عشر ضابطا من قوات الشرطة بجروح في الرأس أو الساقين أو القدمين.

### ساندي رو بلفاست
اندلعت الاضطرابات في منطقة ساندي رو جنوب بلفاست في 2 أبريل. ألقى المشاغبون الزجاجات والطوب والألعاب النارية على الشرطة. تم القبض على ثمانية أشخاص بينهم صبي يبلغ من العمر 13 عامًا. وقالت الشرطة الإيرلندية إن أعمار المعتقلين تراوحت بين 13 و25 سنة.

### نيوتاونبي
اندلعت أعمال شغب في مناطق نيوتاونبي الموالية للموالين مساء يوم 3 أبريل.

## ردود الفعل
أدان كبير المشرفين دارين جونز قائد منطقة مدينة ديري ومنطقة سترابان أعمال الشغب قائلاً: «يجب أن تكون دار الرعاية مكانًا آمنًا لبعض الأشخاص الأكثر ضعفًا في مجتمعنا» و«سأتحدث مباشرة إلى أولئك الذين كانوا أعمال شغب الليلة الماضية، كيف ستشعر إذا كانت جدتك أو جدك في دار الرعاية هذا وتعرضت لهذا العنف؟». ووصف الاضطراب بأنه «غير مقبول على الإطلاق». قال أيضًا «أود أن أطلب من أي شخص له أي تأثير في المجتمعات - سواء كان الآباء أو الأوصياء أو المجتمع أو الممثلين المنتخبين - من فضلك استخدام هذا التأثير لضمان عدم وقوع الشباب في فخ الإجرام وإبقائهم آمنين وبعيدين من الأذى». قال ديفيد رامزي عضو مجلس الحزب الديمقراطي الاتحادي إن أعمال الشغب كانت «محبطة للغاية» لمشاهدتها و«لقد عملت مع شباب على الجانب الآخر لسنوات عديدة، لم أر قط غضبًا مثل هذا».
في 2 أبريل 2021 قال كبير المشرفين سيمون وولز إن «مظاهرة محلية صغيرة تطورت بسرعة إلى هجوم على الشرطة». في اليوم التالي قال إن من بين المعتقلين أطفال لا تتجاوز أعمارهم 13 أو 14 سنة كانت «مأساة حقيقية». أضاف: «أعتقد أنها مأساة أن يجلس أي طفل في أيرلندا الشمالية في جناح الحضانة هذا الصباح ويواجه تحقيقًا جنائيًا، واحتمال توجيه اتهامات إليه واحتمال مواجهة إدانة جنائية»، و«لا ينبغي أن يحدث ذلك، لماذا أنا حريص جدًا على أن يحاول الأشخاص ذوو التأثير أن يطلبوا من أي شخص ينوي العنف أن يتراجع، إنها ليست طريقة لحل التوترات أو الخلافات».
قالت وزيرة العدل في ستورمونت وزعيمة حزب التحالف نعومي لونغ إن الكلمات التي يستخدمها القادة السياسيون «لها عواقب». وغردت قائلة: «هذا ليس في مصلحة أحد وليس الضباط الذين يتعاملون معه وليس الشباب في الغالب الذين يخاطرون بمستقبلهم من خلال الانخراط فيه»، و«يتعين على القادة التصرف بمسؤولية والتخفيف من حدة الخطاب التحريضي. الأيام الأخيرة».
كما انتقدت الوزيرة الأولى أرلين فوستر المشاغبين، وحثت الشباب على «عدم الانجرار إلى الفوضى» وقالت إن العنف «لن يجعل الأمور أفضل». وقالت أيضا «أنا أعلم أن العديد من شبابنا محبطون بشكل كبير من أحداث الأسبوع الماضي لكن التسبب في إصابة ضباط الشرطة لن يحسن الأمور» و«أناشد شبابنا ألا ينجرفوا في الفوضى التي سيؤدي إلى إدانتهم جنائية وإفساد حياتهم، كما أطلب من الآباء أن يلعبوا دورهم وأن يكونوا استباقيين في حماية صغارهم البالغين».